# Xenopeltis unicolor
Xenopeltis unicolor, conocida por el nombre serpiente (de) rayo de sol, es una serpiente perteneciente a la familia Xenopeltidae.

## Descripción

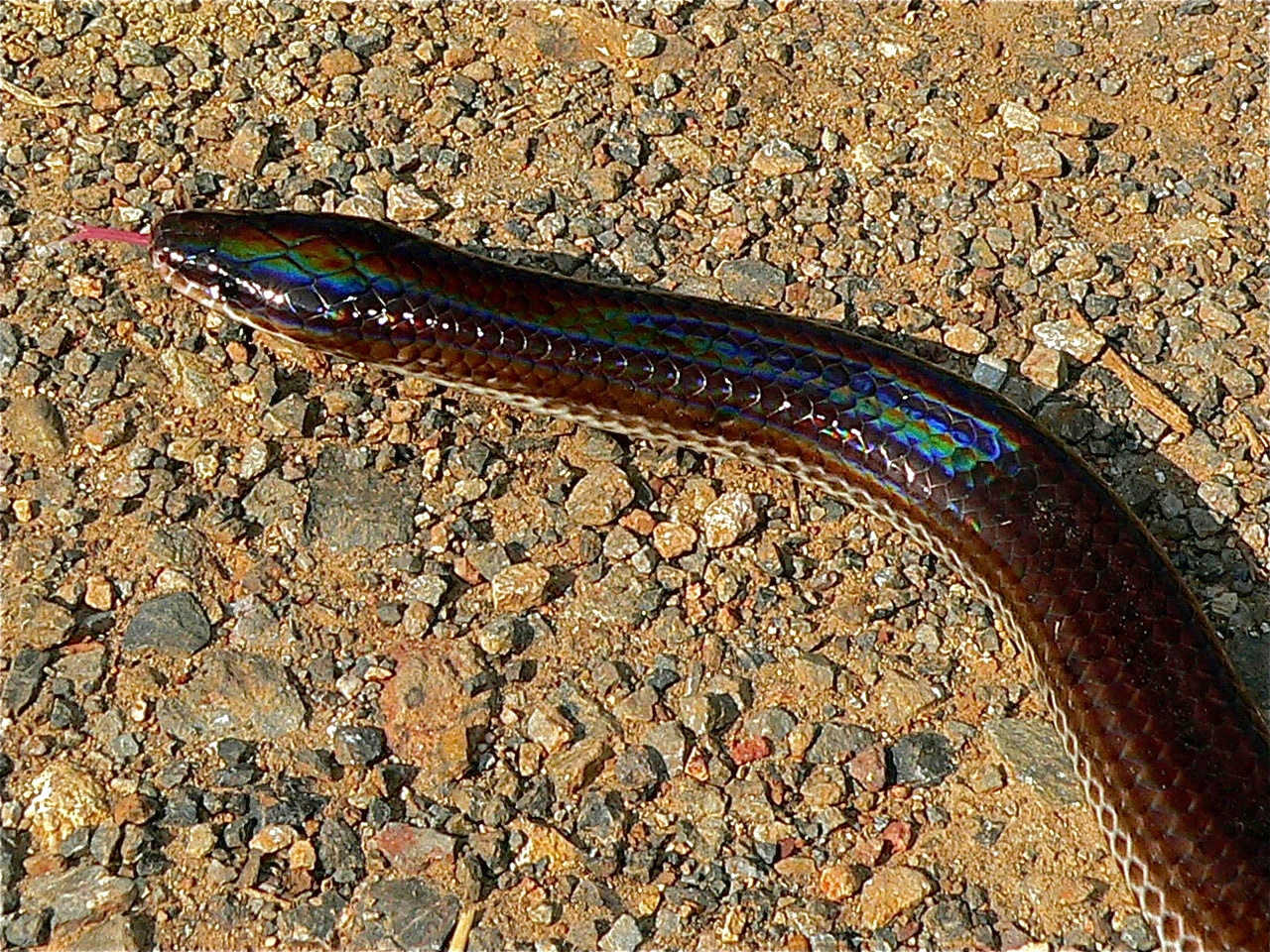
El efecto arco iris reflejado en las escamas del X. unicolor

La serpiente, que mide hasta un metro de longitud, destaca por su cabeza plana, la cual utiliza para cavar tierra y vegetación en descomposición. Su característica más singular es que su piel tiene escamas: cuando recibe luz solar, las escamas muestran el color del arco iris (de ahí su nombre popular), mientras que la parte inferior es blanca.
Se alimenta de pequeños mamíferos, anfibios y aves cazándolas utilizando el método de constricción, no siendo una serpiente venenosa.

## Hábitat
La serpiente de rayo de sol se encuentra en los bosques del sudeste asiático.